# Samantha Mugatsia
Samantha Mugatsia (nascida em 1992) é uma atriz queniana.

## Biografia
Mugatsia nasceu em 1992, a filha de Graça Gitau. Ela cresceu em Nairobi e atuou como baterista da banda The Yellow Machine. Ela também tinha feito algum trabalho de modelagem. Mugatsia estudou direito na Universidade Católica da África Oriental, mas suspendeu seus estudos para começar a sua carreira de atriz. Em novembro de 2016, ela estava em um evento quando ela foi apresentada à diretora de cinema Wanuri Kahiu, que disse que ela estava escrevendo um roteiro e queria mostrar para Mugatsia. Mesmo que ela nunca tinha atuado, Mugatsia aceitou o papel.
Em 2018, Mugatsia interpretou Kena Mwaura, uma das duas personagens principais, em Rafiki de Kahiu. A história é baseada no romance Jambula Árvore pela escritora ugandense Monica Arac de Nyeko e detalha o amor que se desenvolve entre duas jovens mulheres, onde a homossexualidade é proibida. A fim de se preparar para o papel, Mugatsia levou vários meses de aulas de interpretação e praticado usando o espelho de exercícios e mentalmente vivendo no caráter. O filme foi proibido no Quênia, onde a homossexualidade é ilegal. Rafiki tornou-se o primeiro filme queniano para ser exibido no Festival de Cinema de Cannes. Ann Hornaday do Washington Post chamou o desempenho de Mugatsia de "silêncio atento." Mugatsia ganhou o prêmio de Melhor Atriz no 2019 FESPACO festival de Ouagadougou, Burkina Faso, por sua interpretação de Kena. A proibição do filme foi brevemente levantada após Kahiu ter entrado com uma ação judicial, a fim de ser examinado, no Quênia, para ser elegível para o prêmio da Academia.
Mugatsia se identifica como espiritual. Ela recusou-se a comentar sobre a sua própria sexualidade, mas é simpatizante da comunidade LGBT.

## Prémios e reconhecimento
Mugatsia ganhou o prêmio de Melhor Atriz no 2019 FESPACO festival de Ouagadougou, Burkina Faso, por sua interpretação de Kena.

## Filmografia
- 2018: Rafiki como Kena Mwaura
- 2018: L'invité